# Bundesstraße 492
Pour les articles homonymes, voir Route 492.
La Bundesstraße 492 est une Bundesstraße du Land de Bade-Wurtemberg.

## Géographie
La première route de 1 635 km va du croisement avec la Bundesstraße 28 à Blaubeuren jusqu'au croisement avec la Bundesstraße 311 à Ehingen (Donau).
La deuxième route de 13,7 km va du croisement avec la Bundesautobahn 7 et la Bundesstraße 19 à Giengen an der Brenz et Herbrechtingen jusqu'au croisement avec la Bundesstraße 16 à Gundelfingen an der Donau.

## Histoire
La Bundesstraße 492 (première partie) est créée au début des années 1970 pour améliorer le réseau routier fédéral à l'ouest d'Ulm. Le contournement de Schmiechen près de Schelklingen est achevé à l'automne 2007, les passages à niveau sur la ligne d'Ulm à Sigmaringen et la ligne de Reutlingen à Schelklingen sont supprimés. La période de construction est de cinq ans.
La deuxième partie n'est prévue qu'à la fin des années 1980, après l'achèvement de l'ensemble de la Bundesautobahn 7. On ne sait pas pourquoi le numéro fut réaffecté ici et pas un autre. Cette deuxième partie de la B 492 menait initialement de la jonction "Giengen/Herrechtingen" de l'A7 à Hermaringen. En 2012, au sud d'Hermaringen, un tronçon de l'ancienne L 1167 est modernisé en B 492 et, dans le cadre des contournements de Brenz et Obermedlingen, un prolongement de la B 492 jusqu'à la B 16 près de Gundelfingen an der Donau est construit. Le tronçon entre Hermaringen et Sontheim/Brenz est rénové de mai 2020 à octobre 2021 pour 25,7 millions d'euros.

## Source
- (de) Cet article est partiellement ou en totalité issu de l’article de Wikipédia en allemand intitulé « Bundesstraße 492 » (voir la liste des auteurs).

1. ↑  (de) Laura Cedrone, « Die B 492 zwischen Hermaringen und Brenz wird ausgebaut », sur b4bschwaben.de, 2020 (consulté le 1er juin 2022)